# ماري ريتر بيرد
كانت ماري ريتر بيرد (5 أغسطس 1876 - 14 أغسطس 1958) مؤرخةً أمريكيةً وكاتبةً وناشطة في مجال حقوق المرأة في التصويت وأمينة أرشيف لتاريخ المرأة، وكانت أيضًا مدافعةً عن العدالة الاجتماعية طوال حياتها. بصفتها مصلحة من الحقبة التقدمية، كانت بيرد ناشطة في كل من الحركات العمالية وحركات حقوق المرأة. كما قامت بتأليف العديد من الكتب حول دور المرأة في التاريخ بما في ذلك في فهم المرأة (1931)، أمريكا من خلال عيون المرأة (محرر، 1933)، والمرأة كقوة في التاريخ: دراسة في التقاليد والواقع (1946)، وكان عملها الرئيسي. بالإضافة إلى ذلك، تعاونت مع زوجها، المؤرخ تشارلز أوستن بيرد، كمؤلف مشارك لسبعة كتب تدريسية، أبرزها صعود الحضارة الأمريكية (1927)، مكون من مجلدين، وأمريكا في منتصف الطريق: دراسة لفكرة الحضارة (1939) والروح الأمريكية (1942)، المجلد الثالث والرابع من سلسلة صعود الحضارة الأمريكية. كان كتاب التاريخ الأساسي للولايات المتحدة المستقل، عملهما الأكثر مبيعًا.
خلال العقود الأولى من القرن العشرين، دعمت بيرد بشكل نشيط إقرار التعديل التاسع عشر لدستور الولايات المتحدة وشاركت مع العديد من المنظمات من أجل حق النساء في التصويت والتي تضمنت الرابطة النقابية النسائية، رابطة المساواة للنساء اللواتي يعلن أنفسهن (أعيدت تسميتها لاحقًا باسم الاتحاد السياسي للمرأة)، وحزب حق التصويت في مدينة نيويورك، ورابطة حق التصويت لأصحاب الأجور. كانت أيضًا عضوًا في المجلس الاستشاري لاتحاد الدفاع عن حق المرأة في التصويت (الذي أطلق عليه لاحقًا اسم الحزب الوطني للمرأة). وقامت لفترة من الوقت بتحرير منشورات عن حق التصويت، المرأة الناخبة ونشطاء حق المرأة في التصويت.
أدى اهتمام بيرد بتاريخ المرأة إلى عملها على إنشاء المركز العالمي لأرشيفات النساء في عام 1935 في مدينة نيويورك. على الرغم من إغلاق المركز في عام 1940، ويرجع ذلك بدرجة كبيرة إلى قضايا داخلية ونقص في التمويل، إلا أن جهودها شجعت العديد من الكليات والجامعات على البدء في جمع سجلات مماثلة حول تاريخ المرأة. كانت بيرد مستشارة في أولى عمليات التطوير لأرشيفات تاريخ المرأة في كليات رادكليف وسميث، ما قاد في النهاية إلى إنشاء مكتبة آرثر وإليزابيث سلاسنجر حول تاريخ المرأة في أمريكا في معهد رادكليف للدراسات المتقدمة، وجامعة هارفارد، ومجموعة صوفيا سميث في كلية سميث.

## التأثيرات الأوروبية
أثناء إقامتها في إنجلترا منذ عام 1900 حتى عام 1902، درست ماري بيرد التاريخ واللغة الألمانية. كما لاحظت معاناة الطبقة العاملة في المجتمع الصناعي البريطاني. انخرطت بيرد في الحركات العمالية البريطانية وحركات حق النساء في التصويت من خلال صداقاتها مع الراديكاليين المطالبين بحق التصويت والمصلحين الاشتراكيين مثل إيميلين بانكيرست وابنتيها كريستابيل بانكيرست وسيلفيا بانكيورست، اللواتي كنّ أعضاء في حزب العمل المستقل، وقادة آخرون. أثرت معرفة بيرد بالمفكرين الأوروبيين أيضًا على اهتماماتها في صراعات الطبقة العاملة، والسياسة التقدمية، والإصلاح الاجتماعي، والظلم الاجتماعي.

## حركة حق التصويت
انخرطت بيرد مع راديكاليين داعمين للنساء في حركة حق التصويت في إنجلترا من خلال صداقتها مع إيميلين بانكيورست، الجارة في مانشستر، وبنات بانكيورست. كما بدأت بيرد في دعم القضايا التي تؤثر على نساء الطبقة العاملة. بعد عودة آل بيرد إلى الولايات المتحدة في عام 1902، تابعت ماري نشاطها في المنظمات العمالية مثل الرابطة النقابية النسائية في نيويورك (دبليو تي يو إل)، وأملت أن تحسن ظروف عمل النساء. بالإضافة إلى (دبليو تي يو إل)، كانت بيرد ناشطةً في رابطة المساواة للنساء اللواتي يعلن أنفسهن (سميت لاحقًا الاتحاد السياسي للمرأة).
رأت بيرد أن الاقتراع سيعطي النساء أداة لانتخاب القادة السياسيين الذين بدورهم سيطبقون إصلاحات العدالة الاجتماعية واللوائح الحكومية لتحسين الظروف الاقتصادية وحياة الطبقة العاملة. بحلول عام 1910، كانت ناشطة في مجال الأنشطة المتعلقة بحق المرأة في التصويت في نيويورك، من خلال كونها عضوًا في حزب حق المرأة في التصويت في مدينة نيويورك (إن واي سي إس بّي)، الذي قادته كاري تشابمان كات. منذ عام 1910 حتى عام 1912، قامت بيرد أيضًا بكتابة منشوراتها «المرأة الناخبة»، قبل تركيز المزيد من جهودها على رابطة حق التصويت لأصحاب الأجور.
غادرت بيرد الـ إن واي سي إس بّي في عام 1913 من أجل الانضمام إلى اتحاد الدفاع عن حق المرأة في التصويت (سي يو) والذي أطلق عليه فيما بعد (حزب المرأة الوطنية) تحت قيادة أليس بول ولوسي بيرنز. بصفتها عضوًا في هذا الفصيل الراديكالي في حركة حق المرأة في التصويت، ساعدت بيرد في تنظيم مسيرات من أجل حق المرأة في التصويت وعملت كمحررة لمجلة أسبوعية عنها اسمها زا سفراجيست. بناء على طلب بولس، أصبحت بيرد عضوًا في لجنة البرلمان النقابي. كانت من بين منظمي الموكب الرئيسي لحق النساء في التصويت في واشنطن العاصمة، في 3 مارس عام 1913، وعملت كمارشال لقسم من العرض تضمن العديد من النساء الأمريكيات من أصل أفريقي، اللواتي أصرت بيرد على مشاركتهن. تضمنت مساهمات بيرد في البرلمان النقابي أيضًا التخطيط الاستراتيجي والتنظيم والمشاركة في المظاهرات، وإلقاء المحاضرات، وكتابة المقالات، والإدلاء بالشهادة أمام الكونغرس الأمريكي، بما في ذلك المثول أمام لجنة الكونغرس بمجلس النواب الأمريكي من أجل حق المرأة في التصويت في عام 1914. قبل فترة وجيزة من استقالتها من المجلس الاستشاري لحزب المرأة الوطنية، قادت بيرد وفدًا من نيويورك إلى واشنطن العاصمة، في نوفمبر عام 1917 من أجل اظهار الدعم لناشطين من أجل حق النساء في التصويت (الحراس الصامتون) الذين اعتصموا أمام البيت الأبيض.

## الكتابة

### باحثة في تاريخ المرأة
مع النجاح في إقرار التعديل التاسع عشر لدستور الولايات المتحدة في عام 1920، بدأت بيرد في التركيز على كتاباتها بشكل أكبر وتطوير فلسفتها فيما يتعلق بالنساء في التاريخ، الأمر الذي جعلها على خلاف مع الحركة النسائية في أحيانٍ كثيرة.
كانت ماري وتشارلز بيرد من المؤيدين النشطين لحركة «التاريخ الجديد»، التي سعت إلى إدراج العوامل الاجتماعية والثقافية والاقتصادية في التاريخ المكتوب - وهي خطوة مهمة باتجاه إدراج مساهمات المرأة. توسعت ماري بيرد في هذا المفهوم، مؤكدةً على أن الدراسة الصحيحة «للتاريخ الطويل» للمرأة، منذ عصور ما قبل التاريخ البدائية وحتى الوقت الحاضر، ستكشف أن المرأة لعبت دائمًا دورًا رئيسيًا في جميع الحضارات. كما أكدت على أن النساء مختلفات عن الرجال، لكن هذا لم يجعل مساهماتهن أقل قيمةً، وإنما الأمر فقط هو أنهم ببساطة لم يعترفوا بأهمية النساء.
في ثلاثينيات القرن العشرين، اختلفت بيرد مع نسويات تلك الحقبة، حيث اعتقدت أنهن عرضن تاريخهن بنوع من الاضطهاد. كما أثارت جدلاً بشأن رفضها لهدف النسويات بالمساواة مع الرجال، الذي سعت النسويات إلى تحقيقه من خلال إقرار تعديل المساواة في الحقوق، الذي عارضته بيرد، من بين أنشطة أخرى. بالنسبة إلى بيرد، لم تكن النظرة النسوية التقليدية حول قمع النساء غير دقيقة فحسب، بل كانت غير مفيدة، وإن السعي لتحقيق المساواة مع الرجال كان هدفًا غير مناسب، خاصة فيما يتعلق بالتعليم. رأت بيرد أن المرأة باستطاعتها وواجبٌ عليها أن تقدم شيئًا مختلفًا وذا فائدة أكبر اجتماعيًا للمجتمع، ويجب على المرأة أن تكون موردًا «للثقافة والحضارة».

## وصلات خارجية
- ماري ريتر بيرد على موقع الموسوعة البريطانية (الإنجليزية)